# HAS1
Hijaluronanska sintaza 1 je enzim koji je kod ljudi kodiran genom HAS1.

## Literatura
- Spicer AP, Nguyen TK (1999). „Mammalian hyaluronan synthases: investigation of functional relationships in vivo.”. Biochem. Soc. Trans. 27 (2): 109—15. PMID 10093717. doi:10.1042/bst0270109.
- Mian N (1987). „Analysis of cell-growth-phase-related variations in hyaluronate synthase activity of isolated plasma-membrane fractions of cultured human skin fibroblasts.”. Biochem. J. 237 (2): 333—42. PMC 1146992 . PMID 3099751. doi:10.1042/bj2370333.
- Itano N, Kimata K (1996). „Molecular cloning of human hyaluronan synthase.”. Biochem. Biophys. Res. Commun. 222 (3): 816—20. PMID 8651928. doi:10.1006/bbrc.1996.0827.
- Shyjan AM, Heldin P, Butcher EC,  . (1996). „Functional cloning of the cDNA for a human hyaluronan synthase.”. J. Biol. Chem. 271 (38): 23395—9. PMID 8798544. doi:10.1074/jbc.271.38.23395 .
- Simpson MA, Wilson CM, Furcht LT,  . (2002). „Manipulation of hyaluronan synthase expression in prostate adenocarcinoma cells alters pericellular matrix retention and adhesion to bone marrow endothelial cells.”. J. Biol. Chem. 277 (12): 10050—7. PMID 11790779. doi:10.1074/jbc.M110069200.
- Calabro A, Oken MM, Hascall VC, Masellis AM (2002). „Characterization of hyaluronan synthase expression and hyaluronan synthesis in bone marrow mesenchymal progenitor cells: predominant expression of HAS1 mRNA and up-regulated hyaluronan synthesis in bone marrow cells derived from multiple myeloma patients.”. Blood. 100 (7): 2578—85. PMID 12239172. doi:10.1182/blood-2002-01-0030 .
- Strausberg RL, Feingold EA, Grouse LH,  . (2003). „Generation and initial analysis of more than 15,000 full-length human and mouse cDNA sequences.”. Proc. Natl. Acad. Sci. U.S.A. 99 (26): 16899—903. Bibcode:2002PNAS...9916899M. PMC 139241 . PMID 12477932. doi:10.1073/pnas.242603899 .
- Adamia S, Crainie M, Kriangkum J,  . (2003). „Abnormal expression of hyaluronan synthases in patients with Waldenstrom's macroglobulimenia.”. Semin. Oncol. 30 (2): 165—8. PMID 12720129. doi:10.1053/sonc.2003.50042.
- Suzuki K, Yamamoto T, Usui T,  . (2004). „Expression of hyaluronan synthase in intraocular proliferative diseases: regulation of expression in human vascular endothelial cells by transforming growth factor-beta.”. Jpn. J. Ophthalmol. 47 (6): 557—64. PMID 14636845. doi:10.1016/j.jjo.2003.09.001.
- Adamia S, Reiman T, Crainie M,  . (2005). „Intronic splicing of hyaluronan synthase 1 (HAS1): a biologically relevant indicator of poor outcome in multiple myeloma.”. Blood. 105 (12): 4836—44. PMC 1894997 . PMID 15731173. doi:10.1182/blood-2004-10-3825.
- Yabushita H, Kishida T, Fusano K,  . (2005). „Role of hyaluronan and hyaluronan synthase in endometrial cancer.”. Oncol. Rep. 13 (6): 1101—5. PMID 15870928. doi:10.3892/or.13.6.1101.
- Stuhlmeier KM, Pollaschek C (2006). „Adenovirus-mediated gene transfer of mutated IkappaB kinase and IkappaBalpha reveal NF-kappaB-dependent as well as NF-kappaB-independent pathways of HAS1 activation.”. J. Biol. Chem. 280 (52): 42766—73. PMID 16258173. doi:10.1074/jbc.M503374200.
- Grskovic B, Pollaschek C, Mueller MM, Stuhlmeier KM (2006). „Expression of hyaluronan synthase genes in umbilical cord blood stem/progenitor cells.”. Biochim. Biophys. Acta. 1760 (6): 890—5. PMID 16564133. doi:10.1016/j.bbagen.2006.02.002.
- Kao JJ (2007). „The NF-kappaB inhibitor pyrrolidine dithiocarbamate blocks IL-1beta induced hyaluronan synthase 1 (HAS1) mRNA transcription, pointing at NF-kappaB dependence of the gene HAS1.”. Exp. Gerontol. 41 (6): 641—7. PMID 16723203. S2CID 54406345. doi:10.1016/j.exger.2006.04.003.
- Campo GM, Avenoso A, Campo S,  . (2007). „TNF-alpha, IFN-gamma, and IL-1beta modulate hyaluronan synthase expression in human skin fibroblasts: synergistic effect by concomital treatment with FeSO4 plus ascorbate.”. Mol. Cell. Biochem. 292 (1–2): 169—78. PMID 16786194. S2CID 37598580. doi:10.1007/s11010-006-9230-7.
- Ewing RM, Chu P, Elisma F,  . (2007). „Large-scale mapping of human protein-protein interactions by mass spectrometry.”. Mol. Syst. Biol. 3 (1): 89. PMC 1847948 . PMID 17353931. doi:10.1038/msb4100134.
- Meran S, Thomas D, Stephens P,  . (2007). „Involvement of hyaluronan in regulation of fibroblast phenotype.”. J. Biol. Chem. 282 (35): 25687—97. PMID 17611197. doi:10.1074/jbc.M700773200 .
- Kyossev Z, Weigel PH (2007). „An enzyme capture assay for analysis of active hyaluronan synthases.”. Anal. Biochem. 371 (1): 62—70. PMID 17904513. doi:10.1016/j.ab.2007.08.025.